# GNU Toolchain
Die GNU Toolchain (deutsch: GNU-Werkzeugkette) ist ein Gesamtbegriff für die Programmierwerkzeuge, die vom GNU-Projekt entwickelt werden. Diese Projekte bilden eine Werkzeugkette, die für die Programmierung von Anwendungen und Betriebssystemen eingesetzt werden können. Die GNU Toolchain ist ein wichtiger Bestandteil bei der Entwicklung des Linux-Kernels, der Entwicklung der BSD und ein Standardtool bei der Entwicklung von eingebetteten Systemen. Teile der Toolchain sind auch bei Solaris, Mac OS X sowie in der Entwicklung für die Sony PlayStation 3 weit verbreitet.
Für Windows kann man entweder unter Cygwin, mit MinGW/MSYS oder mit Mingw-w64/MSYS2 kompilieren; im ersteren Fall benötigt man zur Programmausführung die Cygwin-Runtime-Bibliothek, in den anderen Fällen erhält man native Windows-Executables.
Diese Projekte gehören zur GNU Toolchain:
- GNU Make, für die Automatisierung des Build- und Kompilierungsvorgangs;
- GNU Compiler Collection (GCC), mit Compilern für verschiedene Programmiersprachen;
- GNU Binutils: GNU Linker, GNU Assembler und andere Tools;
- GNU Debugger (GDB);
- GNU Build System (konkrete Bezeichnung: GNU Autotools): Autoconf, Autoheader, Automake, Libtool